# Kasgräs
Kasgräs (Scolochloa festucacea) är en gräsart som först beskrevs av Carl Ludwig von Willdenow och som fick sitt nu gällande namn av Heinrich Friedrich Link.
Kasgräs ingår i släktet kasgräs och familjen gräs. Inga underarter finns listade i Catalogue of Life.

## Bildgalleri

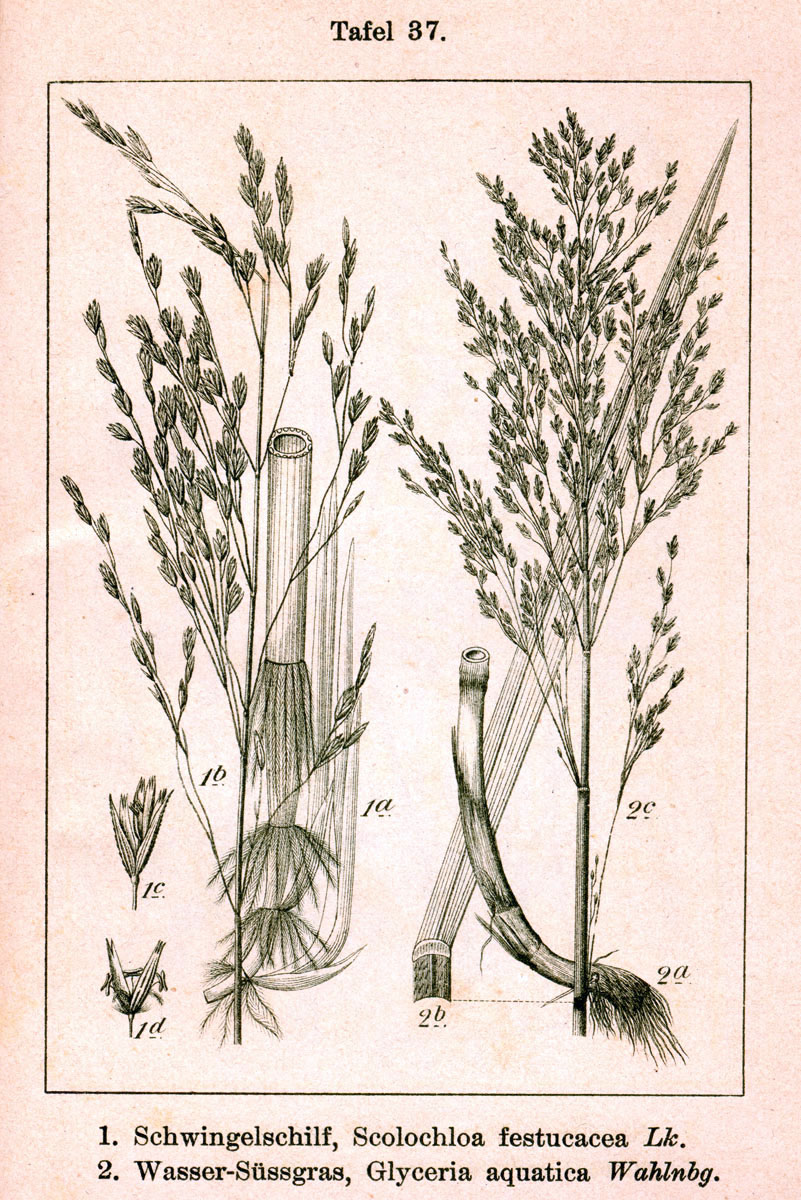